# Luna Mária aragóniai királyné
Luna Mária (Sogorb/Segorbe, Valenciai Királyság, 1353 – Vila-real/Villarreal, Valenciai Királyság, 1406. december 29.), katalánul: Maria de Luna, spanyolul: María de Luna, latinul: Maria Luna, Aragonum Regina, a házassága révén 1396-tól Aragónia, Valencia, Mallorca, Szardínia királynéja és régense, apja örököseként 1360-tól I. Mária néven Luna és Jérica (Xèrica) grófnője, Quinto bárónője, valamint Sogorb (Segorbe) és Pedrola úrnője. 1402-ben férje kinevezte Empúries grófnőjévé, amely grófság Márton király unokaöccsének gyermektelen halála révén a koronára szállt. I. (Idős/Emberséges) Márton aragón király első felesége és I. (Ifjú) Márton szicíliai király anyja. Eugénia francia császárné (1826–1920) Luna Mária 15. (generációs) leszármazottja annak házasságon kívül született unokája, Aragóniai Jolán révén.

## Származása

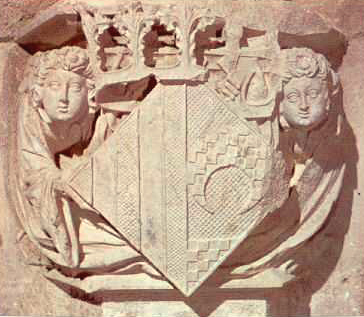
Mária királyné címere a Poblet-kolostorban

Apja Lope (1315/20–1360), Luna grófja, Quinto bárója és Sogorb ura, Aragónia kormányzója 1347-ben, aki III. (Nagy) Péter aragón király dédunokája volt természetes ágon, és aki elsőként másod-unokatestvérét, Aragóniai Jolánt, II. (Igazságos) Jakab aragón király lányát, Tarantói Fülöp (1297–1330) özvegyét vette feleségül. Ebből a házasságból egy lány, Jolán született, aki viszont kisgyermekként meghalt. Második házasságát Brianda d'Agoult (1335 körül–1406) provanszál származású úrnővel kötötte, aki Foulques d'Agoult-nak, Sault urának és Alasacie des Baux-nak a lánya volt. Ebből a házasságból két lány született, Mária és húga, Brianda. Mária királyné anyja révén rokonsában állt V. Kelemen pápával, aki anyai nagyapjának, Foulques d'Agoult (vagy de Got) provanszál nemesnek volt a nagybátyja, és eredeti neve Bertrand d'Agoult (vagy de Got) volt. Mária királyné apja révén pedig XIII. Benedek avignoni (ellen)pápával állt rokonságban, akinek eredeti neve Pedro Martínez de Luna volt. Az ellenpápa szintén a Luna család tagja volt, csak egy másik ágról. Az aragón királyi pár mindvégig az avignoni ellenpápát támogatta.

## Élete

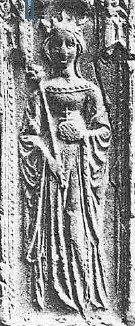
Luna Mária királyné képe a pecsétjén

1360-ban apja utódaként megörökölte annak birtokait anyja gyámsága alatt, így 7 évesen a Luna grófnője, Quinto bárónője és Sogorb úrnője címeket nyerte el. 1372. június 13-án kötött házasságot Barcelonában Márton aragón infánssal. A házasságukból négy gyermek született, akik közül csak a legidősebb, Ifjú Márton érte meg a nagykorúságot. 1396-ban sógora, I. János aragóniai király váratlan halálakor a férje távollétében ő vette át a régensséget a nevében, de I. Márton király 1397-es hazatérése után is meghatározó figurája maradt az udvarnak.
1399. április 22-én kedden a Szent György napi ünnepségek keretében koronázták aragón királynévá Aragónia fővárosában, Zaragozában, kilenc nappal a férje koronázása után, akit április 13-án koronáztak meg. A királyné koronázásán a királyi családból jelen volt a királyné édesanyja, Brianda d'Agoult lunai grófné, unokahúga, Aragóniai Jolán címzetes nápolyi királyné és Anjou hercegnéje, aki I. (Vadász) János aragón király kisebbik lánya, valamint I. Renátusz nápolyi király anyja volt, Izabella (Erzsébet) aragón királyi hercegnő (infánsnő), aki Mária királyné sógornője és Idős Márton király féltestvére volt, valamint Prades Margit, Idős Márton későbbi felesége is. A szertartáson Aragóniai Jolán, Anjou hercegnéje vitte a koronát, Aragóniai Izabella infánsnő vitte a jogart, és egy nemes hölgy, Guiomar úrnő vitte az országalmát. A királyné letérdelt a király elé, aki egy ezüsttálról, melyet Anjou hercegnéje tartott, elvette a koronát, és a felesége fejére helyezte. Majd jobb kezébe adta a jogart és a bal kezébe az országalmát. Végül egy gyémántgyűrűt húzott a királyné ujjára. Ezután Márton király megcsókolta a királyné arcát, aki kézcsókkal viszonozta ezt.
Férje 1401-ben kinevezte Máriát a Valenciai Királyság kormányzójává. 
1402. május 21-én a fiának, Ifjú Mártonnak megpecsételték a második házassági szerződését a cataniai Ursino-várban per procuram (képviselők útján) a külföldi követek, egyházi hatalmasságok, bárók és a királyság hivatalnokai jelenlétében, ezúttal még a menyasszony hiányában.
Blanka 1402. november 9-én érkezett meg Szicíliába, a házasságot pedig 1402. november 26-án kötötték meg, majd még ugyanaznap Blankát Szicília királynéjává koronázták a palermói székesegyházban.
Az új házassággal viszont meg kellett oldani Ifjú Márton házasságon kívül született gyermekeinek a sorsát is, aminek az elrendezését az édesanyja, Mária királyné vállalta magára. 
Nagy valószínűséggel a cataniai Ursino-vár egyik gyönyörű termében szórakozott mindig Ifjú Márton számos szép és fiatal cataniai szeretőjével. Egyiküknek, Agatuccia Pesce úrnőnek, akivel a királynak a szerelmes találkozásairól maga Blanka is nyilvánvalóan tudott, biztosított 12 arany fizetséget, ahogy a megcsalt feleség, Blanka királyné fogalmazott: "a hallatlan Jolán úrnőnek, a fenséges szicíliai király, a mi tiszteletre méltó férjünk természetes lányának" a támogatására, akinek Agatuccia úrnő volt az anyja.
Ifjú Márton király a kényes feladatot Francesc de Casasaja barcelonai kereskedőre és királyi tanácsosra bízta. 1403. szeptember 21-én írt neki, és megbízta azzal, hogy vigye őket Aragóniába, és helyezze őket az édesanyja, Luna Mária királyné felügyelete alá. A két kis királyi sarj, a fent említett Aragóniai Jolán, valamint Aragóniai Frigyes, aki Tarsia Rizzaritól született, ettől fogva a nagyanyjuk gondjaira lett bízva, és az aragóniai udvarban nevelkedett. Ifjú Márton király lépéseket is tett a törvényesítésük érdekében.
Ifjú Márton király 1405-ben hazalátogatott szülőföldjére, Katalóniába. Édesanyját, Mária királynét már 13 éve nem látta, míg apjával, Idős Márton királlyal is nyolc éve találkozott utoljára. Szüleit, gyermekeit és szülőföldjét ekkor látta utoljára. A látogatás nem volt hosszú, 1405. március 31-én érkezett Barcelonába és 1405. augusztus 5-én utazott el onnan, mert a szicíliai alattvalók megint lázadásokat szítottak uralkodójuk távolléte alatt, viszont az elutazása idejére kinevezte Szicília régensévé (1404. október 22.) a feleségét, Blanka királynét.
Mária királyné a családtagjait maga köré gyűjtötte. Udvarában élt az anyja, Brianda lunai grófné, húga, Luna Brianda alfajaríni úrnő, húgának két lánya, Brianda és Eleonóra, valamint a fiától, Ifjú Mártontól született két házasságon kívüli unokája, Jolán és Frigyes is.
1406. december 29-én a valenciai Vila-realban halt meg gutaütésben, egy héttel törvényes unokája, Márton herceg születése (1406. december 17/19.) után, akinek a születéséről már nem értesülhetett. Örökölt birtokait egyetlen, nagykorúságot megért fiára, Ifjú Mártonra hagyta, akinek a halála után 1409-ben annak természetes fiára, az ő törvényesített unokájára, Aragóniai Frigyesre szállt.
A házasságon kívül született unokáját, Frigyest bár törvényesítették, nem  sikerült utódául jelölnie sem a fiának, Ifjú Mártonnak, akit apja túlélt, sem a férjének, így Idős Márton is úgy halt meg, hogy az utódlás kérdését nyitva és megoldatlanul hagyta. Fiúunokája révén nem maradtak utódai, viszont lányunokája, Jolán révén számos leszármazottja maradt, akik viszont nem vitték tovább az Aragón Korona országainak és Szicíliának a királyi címeit. Utódai között szerepel Eugénia francia császárné (1826–1920), aki Luna Mária 15. (generációs) leszármazottja.

## Gyermekei
- Férjétől, I. (Idős) Márton (1356–1410) aragón királytól, 4 gyermek:
  - Márton (1374/75/76–1409) aragón infáns és trónörökös (1396), 1392-től I. Márton néven szicíliai király a feleségével, 1401-től egyedül, 1. felesége I. Mária (1363–1401) szicíliai királynő, 1 fiú, 2. felesége Évreux-i Blanka navarrai infánsnő (1387–1441), 1425-től I. Blanka néven Navarra királynője, 1 fiú+2 természetes (fattyú), de törvényesített gyermek:
    - (1. házasságából): Péter (1398. november 17. – 1400. augusztus 16./november 8.) szicíliai és aragón királyi herceg és szicíliai trónörökös
    - (2. házasságából): Márton (1406. december 17./19. – 1407. augusztus) szicíliai és aragón királyi herceg és szicíliai trónörökös
    - (Agatuccia Pesce úrnővel folytatott viszonyból): Jolán (–1428 /körül/), 1. férje Enrique de Guzmán (1371–1436), Niebla grófja, Sanlúcar de Barrameda ura, II. Henrik kasztíliai király unokája egy házasságon kívül született lányától, Kasztíliai Beatrixtól, eltaszítva, gyermekei nem születtek, 2. férje Martín Fernández de Guzmán, Alvár Pérez de Guzmánnak, Orgaz 6. urának a fia, 3 leány, többek között:
      - (2. házasságából): Katalin (Catalina de Aragón y Guzmán) (1425 körül–?), la Torre de Hortaleza úrnője, férje Juan del Castillo Portocarrero (1425 körül–?), Santa María del Campo és Santiago de la Torre ura, 2 gyermek:
        - Bernardino del Castillo Portocarrero, Santa María del Campo és Santiago de la Torre ura (voltak utódai)
        - Luisa de Aragón y del Castillo (1450 körül–?), férje Juan Ramírez de Guzmán y Mendoza, Castañar ura, 1 leány:
          - Catalina de Aragón y Guzmán, férje Francisco de Guzmán, 1 fiú:
            - Lope de Guzmán y Aragón, felesége Leonor Enríquez de Guzmán, 2 leány, többek között:
              - María de Guzmán y Aragón, férje Alonso de Luzón, 2 leány, többek között:
                - María de Aragón, Castañeda 2. őrgrófnője, férje Sancho de Monroy, 1 leány:
                  - María Leonor de Monroy, Castañeda 3. őrgrófnője, férje José Funes de Villalpando, Osera őrgrófja, 1 leány:
                    - María Regalada de Villalpando, Osera 4. őrgrófnője, 1. férje Diego Gómez de Sandoval de la Cerda (1631 körül–1668), Lerma 5. hercege, gyermekei nem születtek, 2. férje Cristóbal Portocarrero de Guzmán Enríquez de Luna, Montijo 4. grófja, 2 fiú, többek között:
                      - (2. házasságából): Cristóbal Portocarrero, Montijo 5. grófja, felesége María Dominga Fernández de Córdoba, Teba 12. grófnője, 1 fiú:
                        - Cristóbal Portocarrero (1728–1757), Montijo 6. grófja, felesége María Josefa López de Zúñiga (1733–?), 1 leány:
                          - Mária Francisca Portocarrero (1754–1808), Montijo 7. grófnője, férje Felipe Antonio de Palafox (1739–1790), 7 gyermek, többek között:
                            - Cipriano de Palafox (1784–1839), Montijo grófja, felesége María Manuela Kirkpatrick (1794–1879), 2 leány, többek között:
                              - Eugénia francia császárné (1826–1920)

    - (Tarsia Rizzari úrnővel folytatott viszonyból): Frigyes (1400/03 – 1438. május 29.), Luna és Xèrica (Jérica) grófja, Sogorb (Segorbe) ura, aragón és szicíliai trónkövetelő az 1410-től 1412-ig tartó aragóniai örökösödési háborúban, az öt jelölt egyike, felesége Violant Lluïsa de Mur (–1467), Acardo Pere de Murnak, Albi bárójának a lánya, aki Cagliari és Gallura kormányzója volt Szardíniában, Ponç de Perellós özvegye,[25] 1 fiú

  - Jakab (1378–fiatalon)
  - János (1380–fiatalon)
  - Margit (1384–fiatalon)